# Anthony Sweijs
Anthony Ahasuerus Hendrik Sweijs (Amsterdam, 18 luglio 1852 – Rotterdam, 30 settembre 1937) è stato un tiratore a segno olandese.

## Carriera
Partecipò ai Giochi olimpici di Parigi 1900 nelle gare di tiro a segno di pistola. Il suo migliore risultato olimpico fu la medaglia di bronzo nella pistola 50 metri a squadre mentre arrivò solo ventesimo nella gara individuale.

## Palmarès

### Giochi olimpici
- 1 medaglia:
  - 1 bronzo (pistola 50 m a squadre a Parigi 1900).

### Campionati mondiali
- 1 medaglia:
  - 1 bronzo (pistola 50 m a squadre a Parigi 1900).